# Koninklijke Racing Club Genk 2011-2012
Questa voce raccoglie le informazioni riguardanti lo Koninklijke Racing Club Genk nelle competizioni ufficiali della stagione 2011-2012.

## Rosa
Rosa e numerazione aggiornate al 13 settembre 2012.
| N. |                              | Ruolo | Calciatore            |
| -- | ---------------------------- | ----- | --------------------- |
| 3  | Belgio (bandiera)            | D     | Derrick Tshimanga     |
| 4  | Germania (bandiera)          | D     | Torben Joneleit       |
| 5  | Francia (bandiera)           | D     | Kalidou Koulibaly     |
| 6  | Belgio (bandiera)            | C     | David Hubert          |
| 7  | Trinidad e Tobago (bandiera) | C     | Khaleem Hyland        |
| 8  | Francia (bandiera)           | A     | Steven Joseph-Monrose |
| 9  | Belgio (bandiera)            | A     | Jelle Vossen          |
| 10 | Francia (bandiera)           | C     | Julien Gorius         |
| 11 | Danimarca (bandiera)         | D     | Brian Hamalainen      |
| 14 | Paesi Bassi (bandiera)       | A     | Glynor Plet           |
| 16 | Sudafrica (bandiera)         | D     | Anele Ngcongca        |
| 17 | Belgio (bandiera)            | D     | Jeroen Simaeys        |
| 18 | Israele (bandiera)           | A     | Elyaniv Barda         |
| 19 | Belgio (bandiera)            | C     | Thomas Buffel         |
| 20 | Brasile (bandiera)           | D     | Nadson                |

| N. |                        | Ruolo | Calciatore               |
| -- | ---------------------- | ----- | ------------------------ |
| 21 | Spagna (bandiera)      | D     | Dani Fernández           |
| 22 | Belgio (bandiera)      | P     | Kristof Van Hout         |
| 23 | Belgio (bandiera)      | A     | Benjamin De Ceulaer      |
| 26 | Ungheria (bandiera)    | P     | László Köteles           |
| 27 | Nigeria (bandiera)     | A     | Kennedy Ugoala Nwanganga |
| 28 | Belgio (bandiera)      | C     | Stef Peeters             |
| 35 | Belgio (bandiera)      | C     | Anthony Limbombe         |
| 36 | Kenya (bandiera)       | C     | Ayub Masika              |
| 37 | Belgio (bandiera)      | C     | Jordy Croux              |
| 38 | Belgio (bandiera)      | A     | Siebe Schrijvers         |
| 39 | Belgio (bandiera)      | A     | Leandro Trossard         |
| 40 | Paesi Bassi (bandiera) | D     | Sandy Walsh              |
| 45 | Ghana (bandiera)       | C     | Bennard Yao Kumordzi     |
| 53 | Belgio (bandiera)      | P     | Stijn Wertelaers         |